# Выростков, Борис Дмитриевич
Борис Дмитриевич Выростков (16 июня 1931, Севастополь, СССР — 1 февраля 2011, Воронеж, Россия) — советский и российский композитор и музыкальный педагог. Член Союза композиторов СССР (1964).

## Биография
В 1957 году окончил Московское музыкальное училище, затем до 1962 года обучался на теоретико-композиторском факультете Московской консерватории по классу С. А. Баласаняна. Ученик Д. В. Кабалевского. С того же года до 1991 г. преподавал музыкально-теоретические предметы и композицию в Воронежском музыкальном училище и средней специальной музыкальной школе.
Активно занимается творческой и музыкально-просветительской деятельностью. Как консультант Воронежской организации Союза композиторов, и преподаватель Воронежского музыкального училища поддерживал многих начинающих композиторов. Среди его учеников — композиторы, музыковеды и исполнители, в том числе члены Союза композиторов (Ю. Б. Романов, Д. Л. Ушаков и другие).
Как композитор, в основном, работает в жанрах симфонической и камерно-инструментальной музыки.
Руководитель Воронежской региональной общественной организации «Союз композиторов России».

## Музыкальные сочинения
- Кантата «Мир» (сл. С. Наровчатова, 1962),
- Симфоническая поэма (1960),
- 2 симфонии (1961, 1970),
- 3 песни на темы русских народных песен, собранных Государственным академическим русским народным хором им. M. E. Пятницкого (1964),
- Сказка-фантазия (1965),
- для малого симфонического оркестра — сюита (1966), струнный квартет (1959); для струнного квартета — 6 прелюдий (1958);
- 3 сюиты (1964—1979),
- 2 поэмы (1960, 1978),
- 3 цикла вариаций (1950—1955),
- 3 сюиты для оркестра народных инструментов (1969—1981),
- произведения для инструментальных ансамблей,
- для фортепиано — 2 сонатины (1956, 1957), прелюдии и др.
- «Эпическая поэма» (1978),
- «Симфонические картины» (1979),
- «Поэмы-постлюдии» (1985),
- один из 4-струнных квартетов посвящён памяти Дмитрия Шостаковича (1998).

## Награды
- нагрудный знак «За отличную работу» (1982)
- нагрудный знак «За достижения в культуре» (2001) Министерства культуры Российской Федерации.